# Великопобіянська сільська рада
Великопобі́янська сільська́ ра́да — адміністративно-територіальна одиниця та орган місцевого самоврядування в Дунаєвецькому районі Хмельницької області. Адміністративний центр — село Велика Побійна.

## Загальні відомості
Великопобіянська сільська рада утворена в 1927 році.
- Територія ради: 30,238 км²
- Населення ради: 1 149 осіб (станом на 2001 рік)

## Населені пункти
Сільській раді підпорядковані населені пункти:
- с. Велика Побійна

## Склад ради
Рада складається з 16 депутатів та голови.
- Голова ради: Лукова Любов Олександрівна
- Секретар ради: Заплітняк Юрій Васильович

### Керівний склад попередніх скликань
| Прізвище, ім'я, по батькові | Основні відомості                                                 | Дата обрання | Дата звільнення |
| --------------------------- | ----------------------------------------------------------------- | ------------ | --------------- |
| Марценюк Олександр Іванович | Сільський голова, 1969 року народження, безпартійний              | 26.03.2006   | 31.10.2010      |
| Лукова Любов Олександрівна  | Сільський голова, 1961 року народження, освіта вища, позапартійна | 31.10.2010   |                 |

Примітка: таблиця складена за даними сайту Верховної Ради України

### Депутати
За результатами місцевих виборів 2010 року депутатами ради стали:

#### За суб'єктами висування
| Суб'єкт висування           | Кількість обраних депутатів | %    |
| --------------------------- | --------------------------- | ---- |
| Самовисування               | 14                          | 87,5 |
| Комуністична партія України | 1                           | 6,3  |
| Народна партія              | 1                           | 6,3  |

#### За округами
| № округу                    | Прізвище, ім'я, по батькові    | Дата визнання обраним | Освіта             | Партійна приналежність | Відомості про обраного депутата                                                               |
| --------------------------- | ------------------------------ | --------------------- | ------------------ | ---------------------- | --------------------------------------------------------------------------------------------- |
| Комуністична партія України |                                |                       |                    |                        |                                                                                               |
| 12                          | Бобрик Любов Анатоліївна       | 05.11.2010            | вища               | позапартійна           | Великопобіянська сільська бібліотека, бібліотекар                                             |
| Народна Партія              |                                |                       |                    |                        |                                                                                               |
| 2                           | Заплітняк Юрій Васильович      | 05.11.2010            | середня спеціальна | член Народної партії   | тимчасово не працює                                                                           |
| Самовисування               |                                |                       |                    |                        |                                                                                               |
| 1                           | Матвєєва Любов Іванівна        | 05.11.2010            | середня спеціальна | позапартійна           | Великопобіянська сільська рада, бухгалтер                                                     |
| 3                           | Фурман Любов Іванівна          | 05.11.2010            | середня спеціальна | позапартійна           | КООП-Маркет, продавець                                                                        |
| 4                           | Панкова Євгена Іванівна        | 05.11.2010            | середня спеціальна | позапартійна           | тимчасово не працює                                                                           |
| 5                           | Гулій Галина Василівна         | 05.11.2010            | середня спеціальна | позапартійна           | Малопобіянський фельдшерсько-акушерський пункт, завідувачка                                   |
| 6                           | Поліщук Ольга Іванівна         | 05.11.2010            | середня спеціальна | позапартійна           | Великопобіянський вузол зв'язку, листоноша                                                    |
| 7                           | Щербановська Ніна Михайлівна   | 05.11.2010            | середня спеціальна | позапартійна           | пенсіонер                                                                                     |
| 8                           | Саміляк Борис Іванович         | 05.11.2010            | вища               | позапартійний          | Великопобіянський сільський будинок культури, художній керівник                               |
| 9                           | Маримора Катерина Антонівна    | 05.11.2010            | середня спеціальна | позапартійна           | Великопобіянська сільська рада, касир                                                         |
| 10                          | Каліберда Валентина Іванівна   | 05.11.2010            | середня спеціальна | позапартійна           | дикретна відпустка                                                                            |
| 11                          | Поліщук Роман Іванович         | 05.11.2010            | середня спеціальна | позапартійний          | тимчасово не працює                                                                           |
| 13                          | Ніколаєва Галина Олександрівна | 05.11.2010            | середня            | позапартійна           | тимчасово не працює                                                                           |
| 14                          | Канюка Анатолій Володимирович  | 05.11.2010            | вища               | позапартійний          | Великопобіянська лікарська амбулаторія загальної практики — сімейної медицини, головний лікар |
| 15                          | Буяновська Мирослава Антонівна | 05.11.2010            | середня спеціальна | позапартійна           | Великопобіянська сільська рада, секретар                                                      |
| 16                          | Жовнір Людмила Володимирівна   | 05.11.2010            | середня спеціальна | позапартійна           | Дунаєвецьке відділення зв'язку, начальник                                                     |